# Akademischer Turnverein zu Berlin
Der Akademische Turnverein zu Berlin (kurz ATV zu Berlin)  ist eine Studentenverbindung und ein Sportverein mit Sitz in Berlin.

## Couleur und Wahlspruch
Sein Wahlspruch lautet Mens sana in corpore sano, seine Farben sind Schwarz-Rot-Gold. 

## Geschichte
Der Akademische Turnverein zu Berlin wurde am 17. Juli 1860 im Auditorium VII der Friedrich-Wilhelms-Universität in Berlin gegründet. Der Verein machte es sich zur Aufgabe, das Turnen an den deutschen Hochschulen zu verbreiten. 1872 gründete der ATV Berlin zusammen mit dem ATV Graz und dem ATV Leipzig den Cartellverband akademischer Turnvereine (CV), aus dem er 1882 wieder austrat.
Der ATV zu Berlin war stets eine der großen Korporationen im Akademischen Turnerbund; Bundesbrüder des ATV zu Berlin waren beteiligt an der Gründung der ATV Arminia Berlin, der ATV Kurmark, der ATV der Märker, der ATV Ditmarsia und wandelten die „Akademische Gesellschaft“ in Jena im Jahre 1882 um in den ATV Gothania Jena. Seine höchste Zahl an Mitgliedern erreichte der ATV zu Berlin Ende 1926 mit 734 Alten Herren (AHAH) und mehr als 100 Aktiven. Im November 1933 fand die Einweihung des ersten eigenen Hauses statt. Zum Ende des 20. Jahrhunderts ging die Zahl der aktiven Mitglieder wie bei den meisten Organisationen dieser Art stark zurück. So wies das Mitgliederverzeichnis aus dem Jahr 2007 nur noch fünf Aktive aus. Die Organisation verdankt ihre Existenz bis heute vor allem den Alten Herren.

## Sport im ATV
- Von Anfang an betrieb der ATV zu Berlin die Leibesübungen im weitesten Sinne bis zum heutigen Tage. Als eingetragener Verein gehört er drei Berliner Sportverbänden an: Im Berliner Turn- und Freizeitsportbund (BTB) finden sich diejenigen Sportler, die Leichtathletik oder Ballspiele betreiben; unter anderem Basketball, Faustball oder Volleyball. In der Leichtathletik wurden mehr als 15 Sportfeste der Berliner schwarzen Verbindungen durchgeführt. Heute hat sich dieser Schwerpunkt zu den Ballspielen verlagert.
- Die Faustballer waren 1998 ATB-Meister.
- Dem Handballverband Berlin gehört der ATV mittlerweile wieder als aktives Mitglied an, nachdem der Spielbetrieb im Herbst 1998 hatte eingestellt werden müssen. Die Handballmannschaften waren mehrfach ATB-Meister. Ein Mitglied der Siegermannschaft der Olympischen Spiele 1936 in Berlin kommt aus Reihen des ATV zu Berlin, Fritz Fromm. Die Profis spielten in der Saison 1991/92 in der zweiten Bundesliga Nord und gewannen in den Folgejahren zweimal den Berliner Handballpokal. Den finanziellen Einsatz konnten alle Beteiligten nicht mehr gewährleisten, so dass der Spielbetrieb im Herbst 1998 eingestellt werden musste. Seit Herbst 2001 spielt wieder eine Mannschaft für den ATV.
- Die Ruderer sind Mitglied im Landesruderverband Berlin. Die Ruderriege wurde 1896 gegründet und hatte 1914 allein 109 Mitglieder. Diese fanden ihre Heimstatt im neu erbauten Bootshaus in Grünau. Dem Korporationsverband des ATV zu Berlin wurde dieses Haus am 1. September 1999 rückübertragen. In den vergangenen Jahren war der ATV wiederholt in verschiedenen Bootsklassen ATB-Meister.

## Bekannte Mitglieder
- Ernst Hans Eberhard (1866–1945), Studentenhistoriker
- Alexander Dominicus (1873–1945), Politiker (DDP, später parteilos), Preußischer Innenminister.
- Fritz Fromm (1913–2001), Handball-Nationalspieler
- Otto Reinhardt, stand Ende der 1920er Jahre an der Spitze der Deutschen Turnerschaft
- Edmund Neuendorff (1875–1961), Pädagoge und Sportführer